# Вила Здравље (Бања Ковиљача)
Вила „Здравље”, Бања Ковиљача је здање грађено за потребе др Живана Јакшића, који је био први управник болнице у Лозници и лекар Управе Бање Ковиљаче. Будући да је превелика, није била породична вила, већ се користила као мањи пансион за смештај бањских гостију, поседујући ординацију у приземљу и стан лекареве породице на мансарди.
Одлуком Владе Србије Вила Здравље је проглашена спомеником културе 2013. године. Она представља репрезентативни пример академског градитељства, поседовањем архитектонских, историјско-уметничких и историјских вредности, стога је од изузетног значаја у наслеђу бања Србије.

## Архитектура
Ова велика зграда близу цркве и Виле Драга поред ординације и стана има и пратеће просторије, као што су летња кухиња, трпезарија и остава. Архитекта је ову пространу вилу пројектовао имајући у виду узоре у облику мањих централноевропских санаторијума на прелазу векова. Вила садржи приземље, спрат и мансарду. Двориште испред виле је импозантних размера, а улазак је преко велике терасе. Решење главне фасаде се налази у петоделној вертикалној подели са централним и два бочна ризалита. Захваљујући томе била је врло симетрична, а боје: теракота и жута су веома лепо уклопљене на средњоевропски начин.
Избледела слова „Здравље” у ћириличном арт-деко фонту, као и стилизована змија око штапа, која је симбол медицинске науке и даље се налазе на фасади виле. Некада је на првом ризалиту писало „Вила”, на средишњем „Здравље”, а на десном „Др Јакшића”, али су први и трећи натпис потпуно прекречени. Наглашена кула која акцентира цело здање представља централни део главне фасаде поседујући на три прозора са оштрим луковима, попут исламског типа. Терасе на првом спрату оивичене су металним оградама.
Након Другог светког рата у току национализације, 1948. године вила је претворена у дом за незбринуту децу, да би се већ 1950. претворила у стамбену зграду са више станова за живот. Основна концепција, као и репрезентативност су нарушени, а здање које се налази на многим разгледницама Бање Ковиљаче је данас у лошем стању споља, док станари одржавају своје станове.